# Pangasius pangasius
Pangasius pangasius е вид лъчеперка от семейство Pangasiidae. Видът не е застрашен от изчезване.

## Разпространение и местообитание
Разпространен е в Бангладеш, Индия (Аруначал Прадеш, Асам, Бихар, Западна Бенгалия, Мегхалая, Ориса и Тамил Наду), Мианмар, Непал и Пакистан.
Обитава крайбрежията на сладководни и полусолени басейни, реки и потоци.

## Описание
На дължина достигат до 3 m.
Популацията на вида е намаляваща.